# Минко д'Адамо (Кјети)
Минко д'Адамо (итал. Minco d'Adamo) је насеље у Италији у округу Кјети, региону Абруцо.
Према процени из 2011. у насељу је живело 10 становника. Насеље се налази на надморској висини од 1183 м.